# Wikipedia tiếng Tây Ban Nha
Wikipedia tiếng Tây Ban Nha (tiếng Tây Ban Nha: Wikipedia en español) là bách khoa thư tự do phiên bản tiếng Tây Ban Nha của dự án  Wikipedia. Hiện nay nó có  2.048.427 bài viết. Được bắt đầu vào tháng 5 năm  2001, nó đạt mốc 100.000 bài viết vào 8 tháng 3 năm  2006. Hiện nay, nó xếp thứ 6 trong số các Wikipedia tính theo số lượng bài viết. Vào 18 tháng 11 năm  2007 Wikipedia tiếng Tây Ban Nha đạt mốc 300.000 bài viết.